# Pull-off
 Denne artikel bør gennemlæses af en person med fagkendskab for at sikre den faglige korrekthed.

Pull-Off er en teknik man kan udøve på en guitar. Når man har anslået en streng, løfter man ganske enkelt fingeren på gribebrættet og holder anslaget i gang. I nogle tilfælde kan man holde en anden finger på en dybere tone på samme streng, hvilket betyder at man skifter fra den første tone til den anden tone i samme anslag.